# 納姆吉縣
納姆吉縣（英語：Namchi district）是印度錫金邦的一個縣。原稱南錫金縣（South Sikkim district），2021年改今名。下轄納姆吉鄉、拉翁格鄉，该县县治納姆吉。
該縣面積750平方公里，識字率為82.06%，人口在2001至2011年期間增長11.57%，2011年人口146,742，人口密度每平方公里196人。